# Kathedraal van Split
De kathedraal van Sint-Domnius is een kathedraal in de Kroatische stad Split. De kathedraal bevindt zich in het Paleis van Diocletianus in de binnenstad van Split en is gewijd aan Sint-Domnius (of Duje), een 3e-eeuwse bisschop van Salona en de beschermheilige van Split.
Het oudste deel van de kathedraal wordt gevormd door het mausoleum van de Romeinse keizer Diocletianus. Dit achthoekige gebouw uit het begin van de 4e eeuw is bijna geheel bewaard gebleven. In de kathedraal is veel romaanse kunst uit de middeleeuwen te vinden, waaronder 28 afbeeldingen uit het leven van Christus door Andrija Buvina, een altaar uit 1427 van de hand van Bonino da Milano en muurschilderingen van Dujam Vušković. De kathedraal beschikt over een schatkamer met middeleeuwse religieuze voorwerpen.
De klokkentoren is een van de gebouwen die het stadsaanzicht van Split kenmerkt. De klokkentoren van de kathedraal werd tussen de 12e en de 16e eeuw gebouwd. Nadat de toren in het begin van de 20e eeuw instortte, werd ze in 1908 herbouwd.
- Nationale Bibliotheek van Tsjechië: kn20070803001
- Nationale Bibliotheek van Israël: 987007340965305171
- Virtual International Authority File: 312895813